# آنتونیو کاستی‌یو

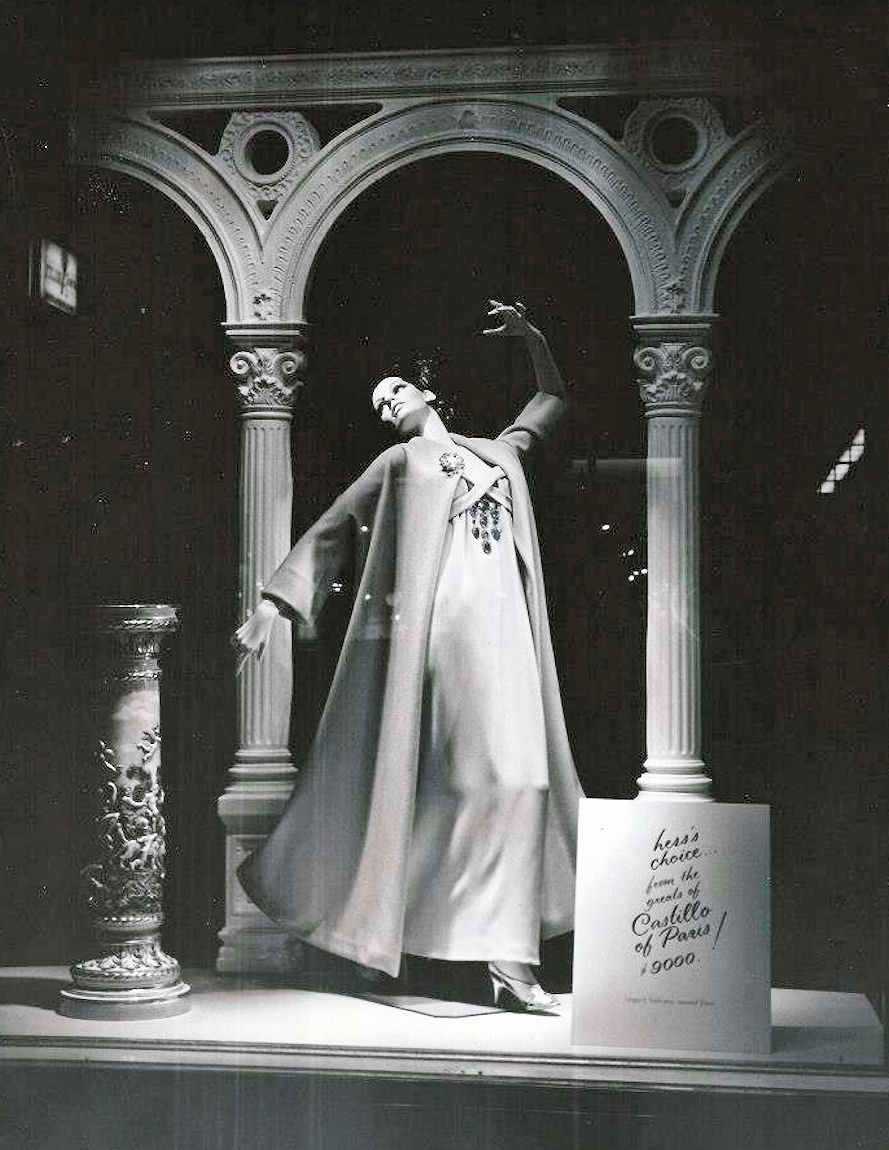
آنتونیو کاستی‌یو

آنتونیو کاستی‌یو (انگلیسی: Antonio Castillo؛ ۱۳ دسامبر ۱۹۰۸ – ۱۳ مهٔ ۱۹۸۴) یک طراح لباس اهل اسپانیا بود.
وی در چهل و چهارمین دوره جوایز اسکار بابت فیلم نیکلاس و الکساندرا، برندهٔ جایزه اسکار بهترین طراحی لباس شد.